# Johan Cruijff Arena
La Johan Cruijff Arena, denominata Amsterdam Arena fino al 2018, è uno stadio di calcio di Amsterdam che ospita le partite casalinghe della nazionale olandese di calcio e dell'Ajax, squadra di calcio della capitale dei Paesi Bassi. Ha ospitato le gare della squadra di football americano degli Amsterdam Admirals dal 1997 al 2007.
Inaugurato nel 1996, è lo stadio più capiente dei Paesi Bassi, potendo contenere 54 990 posti. Dotato dei più moderni comfort, è tra gli stadi classificati 4 stelle dall'UEFA, grazie anche alle misure di sicurezza di cui è dotato.
È uno degli stadi che hanno ospitato la fase finale del campionato europeo di calcio del 2000. Qui si disputò la semifinale in cui l'Italia vinse ai tiri di rigore proprio contro i Paesi Bassi. Il 20 maggio 1998 lo stadio ospitò la finale di UEFA Champions League, vinta dal Real Madrid contro la Juventus, mentre il 15 maggio 2013 fu sede della finale di UEFA Europa League, vinta dal Chelsea contro il Benfica.

## Storia

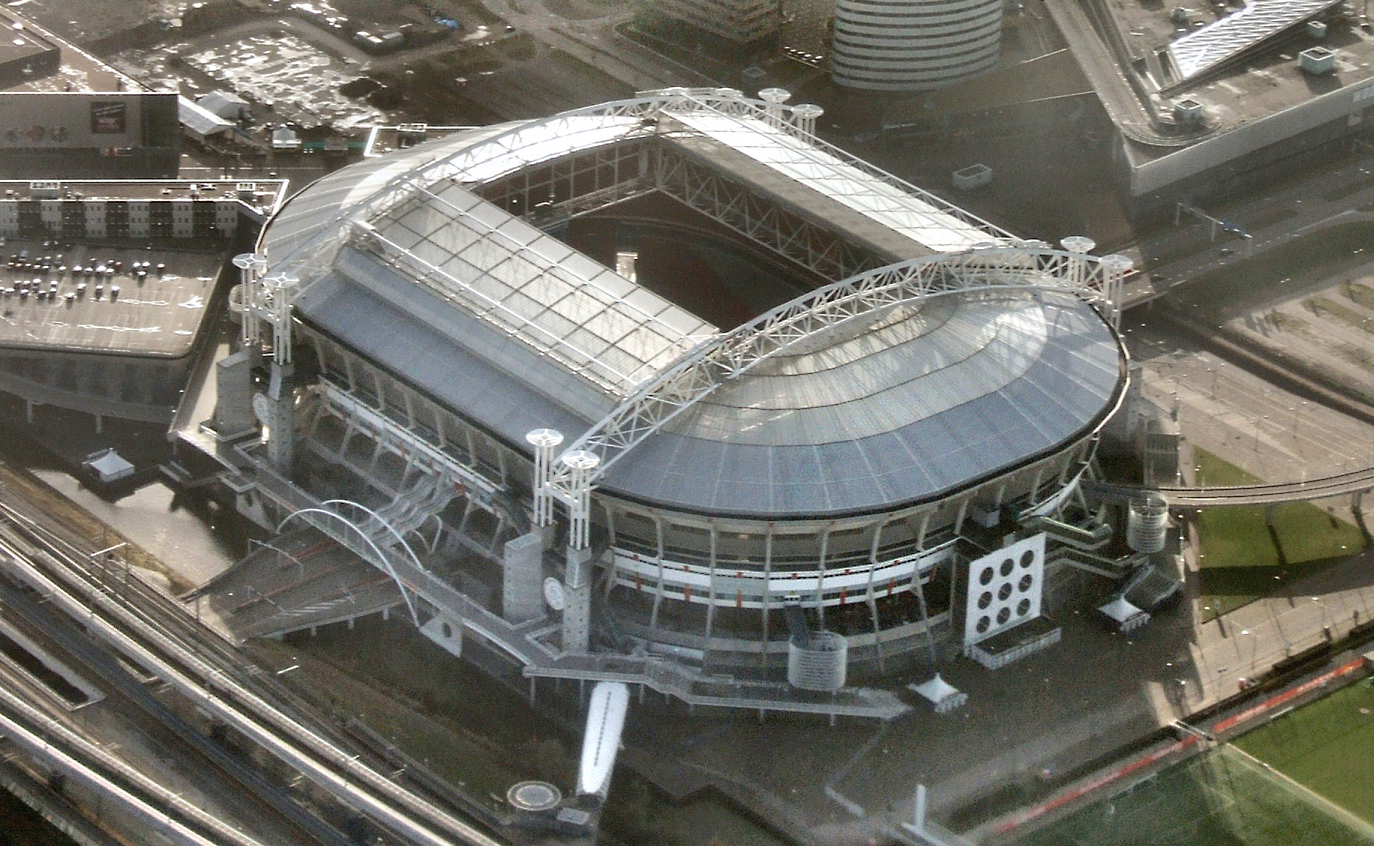
La Johan Cruijff Arena con il tetto retrattile aperto

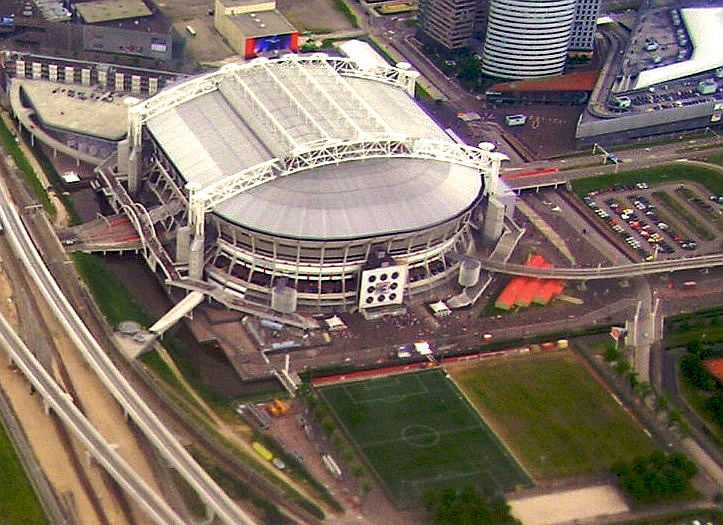
La Johan Cruijff Arena con il tetto retrattile chiuso

L'Amsterdam Arena fu concepita per sostituire lo stadio De Meer, che aveva ospitato per 62 anni le partite dell'Ajax, ma era ormai ritenuto troppo piccolo e obsoleto. In un primo momento si pensò di inaugurare lo stadio in tempo per le Olimpiadi del 1992, poi assegnate alla città di Barcellona. I lavori di costruzione dell'impianto iniziarono quindi nel 1993: la posa della prima pietra risale al 26 novembre 1993. Il 24 febbraio 1995 fu raggiunto il punto più alto della costruzione, con la realizzazione del moderno tetto retrattile.
La Amsterdam Arena fu il primo stadio europeo a dotarsi di tetto retrattile, sostenuto da due pannelli del peso di circa 400 tonnellate l'uno e delle dimensioni di 40 × 118 metri. I pannelli possono chiudere e riaprire lo stadio in 18 minuti, grazie all'aiuto di otto motori.
Lo stadio fu inaugurato il 14 agosto 1996, alla presenza della regina Beatrice, con un'amichevole fra l'Ajax e il Milan, che vide la vittoria per 3-0 degli italiani di fronte a 52 000 spettatori. Il primo gol della storia dell'impianto fu segnato da Dejan Savićević. Nello stesso anno Michael Jackson fu uno dei primi artisti a esibirsi in questo stadio per l'HIStory World Tour; l'artista statunitense tenne nell'impianto tre concerti nel 1996 e due nel 1997, per un totale di cinque spettacoli in un biennio.
Il 25 aprile 2017 fu resa nota la decisione di intitolare lo stadio a Johan Cruijff in memoria del fuoriclasse olandese, venuto a mancare il 24 marzo 2016. Il 9 agosto seguente fu comunicato che il cambio di nome sarebbe stato effettivo dal 25 ottobre 2017, ma per questioni burocratiche l'entrata in vigore della nuova denominazione fu, come reso noto il 5 aprile 2018, rimandata all'inizio della stagione agonistica 2018-2019, nell'agosto 2018.

## Partite importanti

### Campionato europeo 2000
- Paesi Bassi -  Rep. Ceca 1-0 (Gruppo D, 11 giugno)
- Slovenia -  Spagna 1-2 (Gruppo C, 18 giugno)
- Francia -  Paesi Bassi 2-3 (Gruppo D, 21 giugno)
- Turchia -  Portogallo 0-2 (Quarti di finale, 24 giugno)
- Italia -  Paesi Bassi 0-0, 3-1 d.c.r. (Semifinale, 29 giugno)

### UEFA Champions League
- Juventus -  Real Madrid 0-1 (Finale, 20 maggio 1998)

### UEFA Europa League
- Benfica -  Chelsea 1-2 (Finale, 15 maggio 2013)

### Campionato europeo 2020
- Paesi Bassi -  Ucraina 3-2 (Gruppo C, 13 giugno 2021)
- Paesi Bassi -  Austria 2-0 (Gruppo C, 17 giugno 2021)
- Macedonia del Nord -  Paesi Bassi 0-3 (Gruppo D, 21 giugno 2021)
- Galles -  Danimarca 0-4 (Ottavi di finale, 26 giugno 2021)

## Eventi
Nonostante siano state rivolte numerose critiche all'acustica dell'impianto i concerti musicali sono molto frequenti. Si sono esibite all'Arena star internazionali della musica come Michael Jackson, Anastacia, Tina Turner, David Bowie, Bon Jovi, Eminem, Robbie Williams, André Hazes, Red Hot Chili Peppers, The Rolling Stones, Céline Dion, U2, AC/DC, Metallica, Madonna, Coldplay, Muse, Beyoncé, P!nk, Ed Sheeran e Harry Styles.
Nel mese di luglio si tiene il Sensation White, dedicato alla musica house e trance; negli anni passati, invece, la settimana successiva si teneva il Sensation Black, in cui alla consolle si alternavano i maggiori dj del panorama hardtrance, hardstyle e hardcore.
Il 10 luglio 2010 si è inoltre tenuto il decimo anniversario della Q-dance (una vera Fabbrica di eventi di qualità sonora, specialmente del genere hard: hardstyle, hardcore, hardtrance). Erano presenti migliaia di persone da tutto il mondo che hanno assistito a questo evento esclusivo, che ha riassunto in toto la filosofia "Q-DANCE" e i 10 anni finora passati.
Nelle giornate del 12 e 13 maggio 2017 ha ospitato The Best of Armin Only, evento con cui il dj Armin van Buuren ha festeggiato i propri vent'anni di carriera riproponendo la maggior parte dei suoi brani.

## Galleria d'immagini

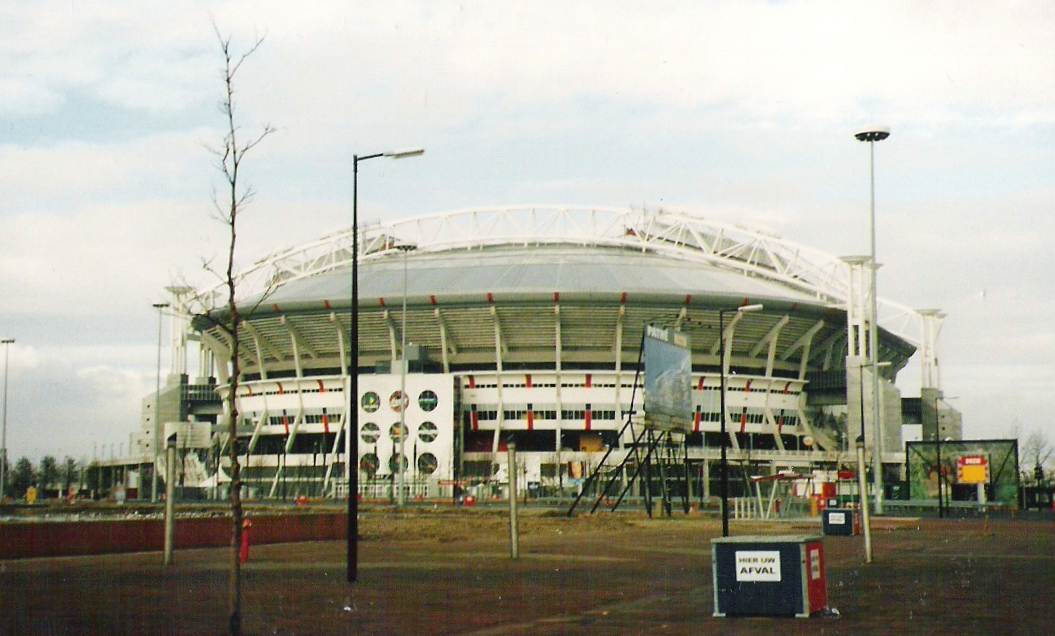
Esterno dello stadio
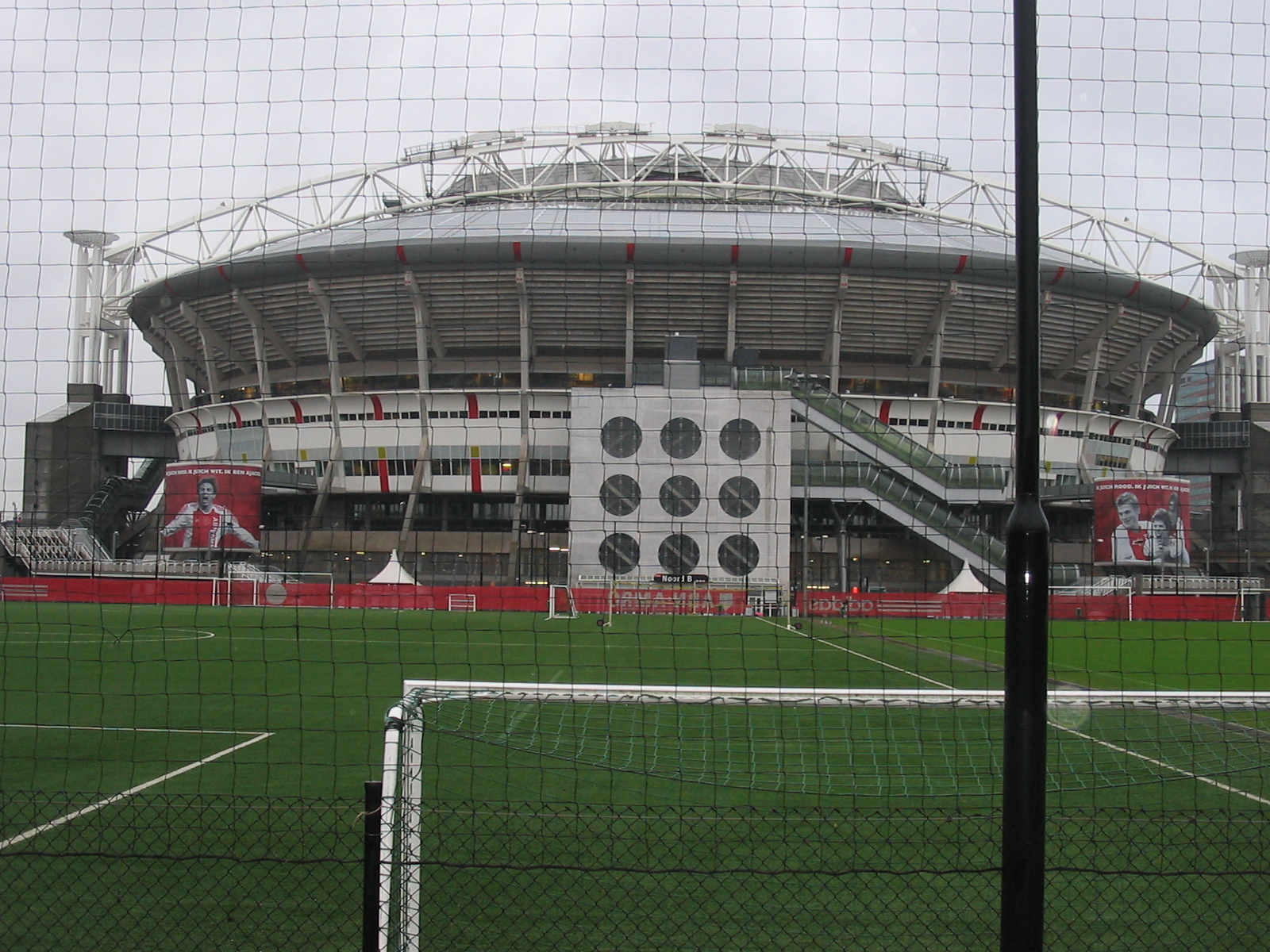
ArenA vista dai campetti vicini
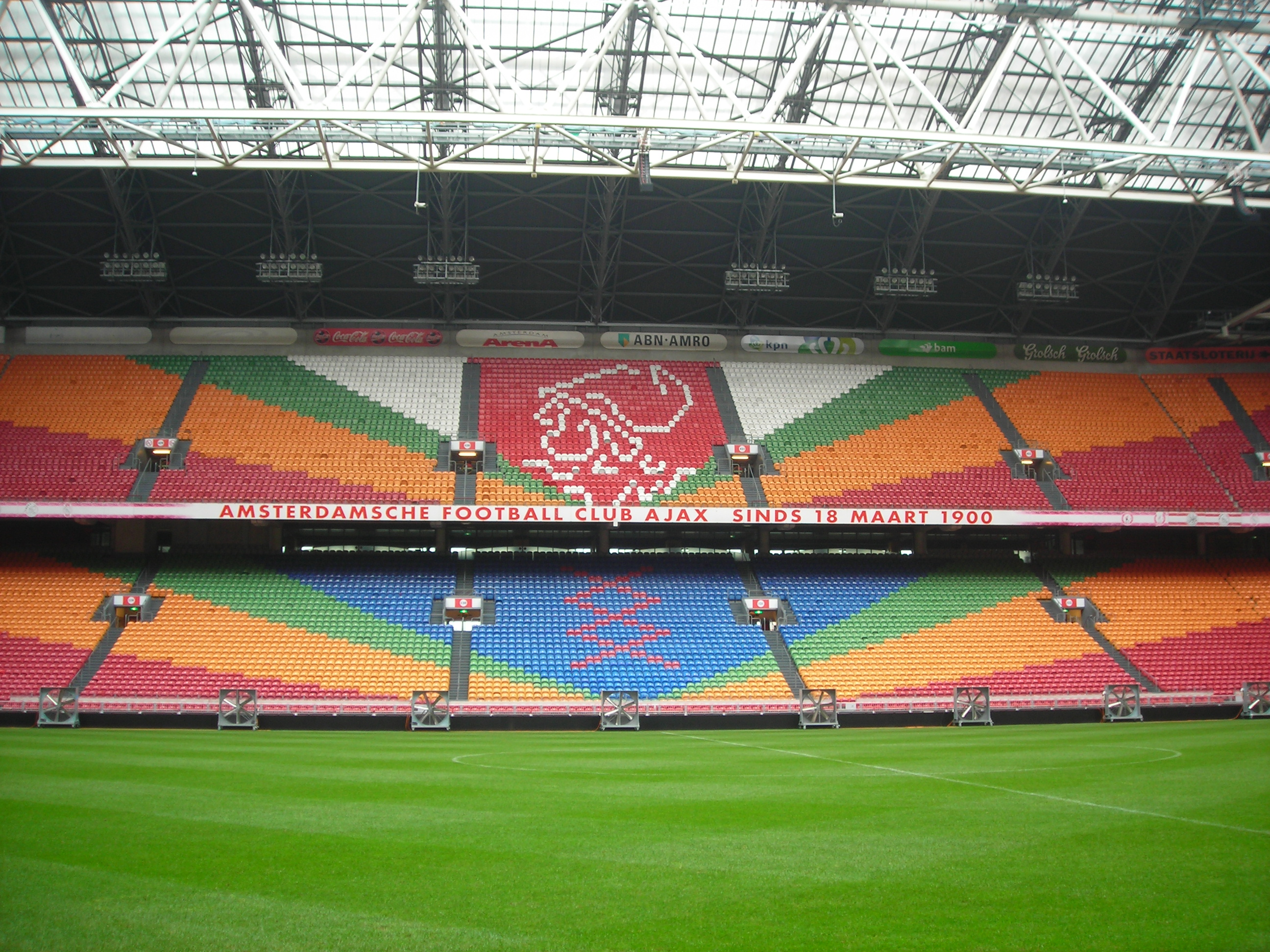
Stadio Ajax visuale interna
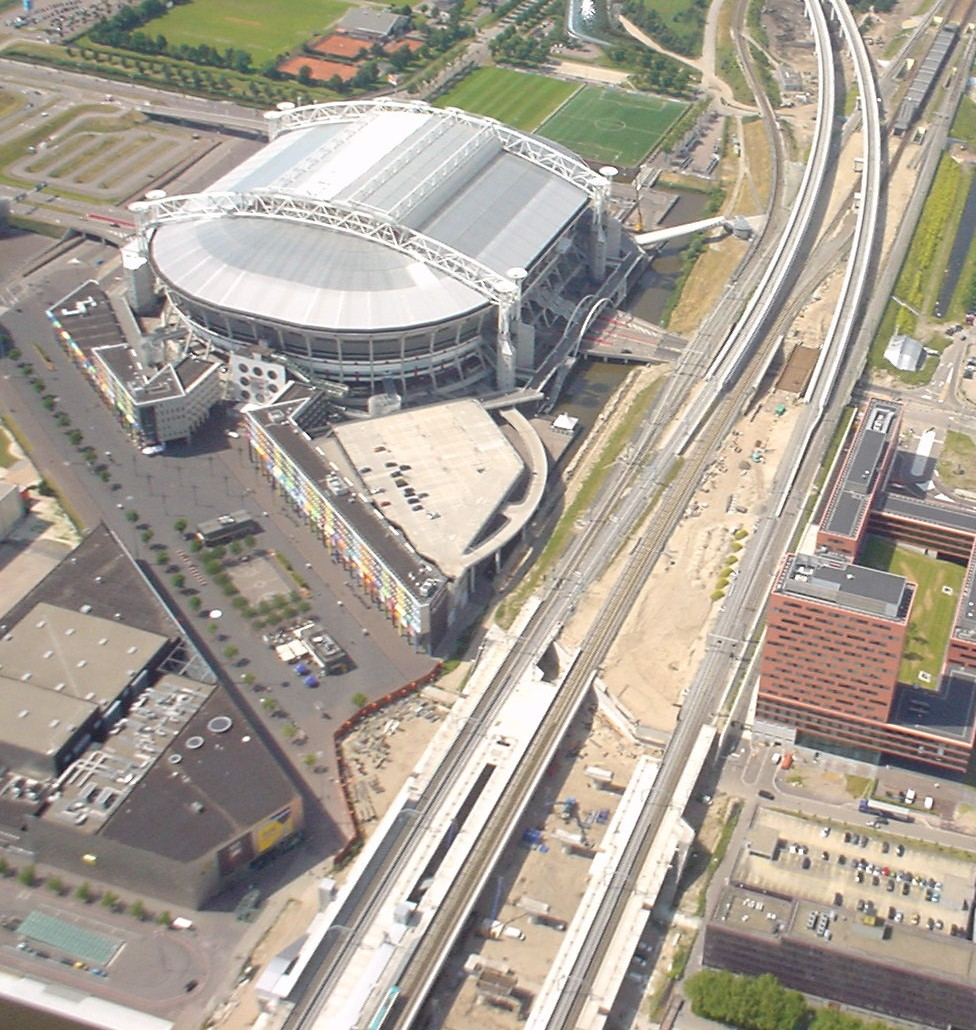
Foto aerea
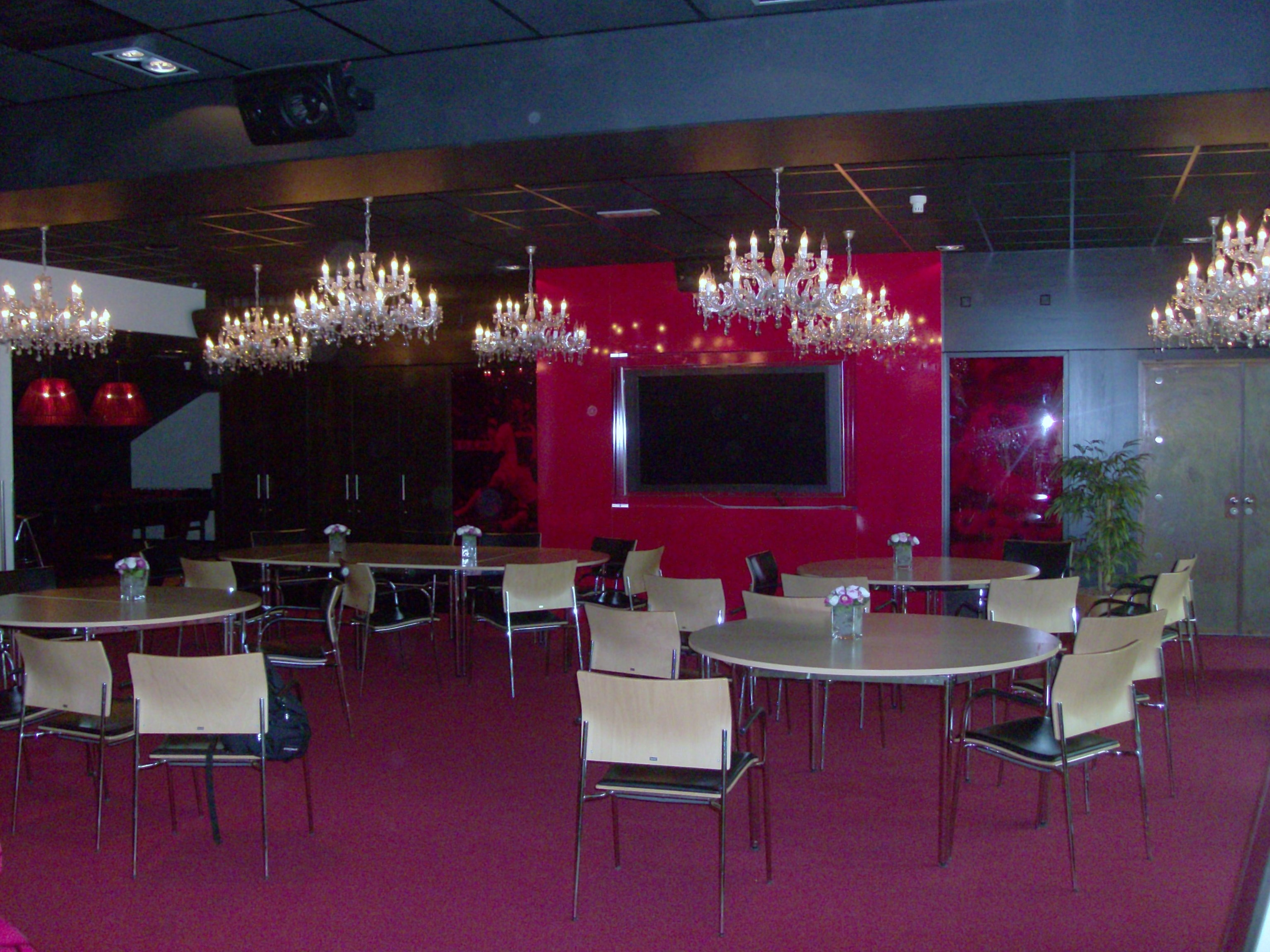
Area riunioni